# Gottfried IV. Schenk von Limpurg

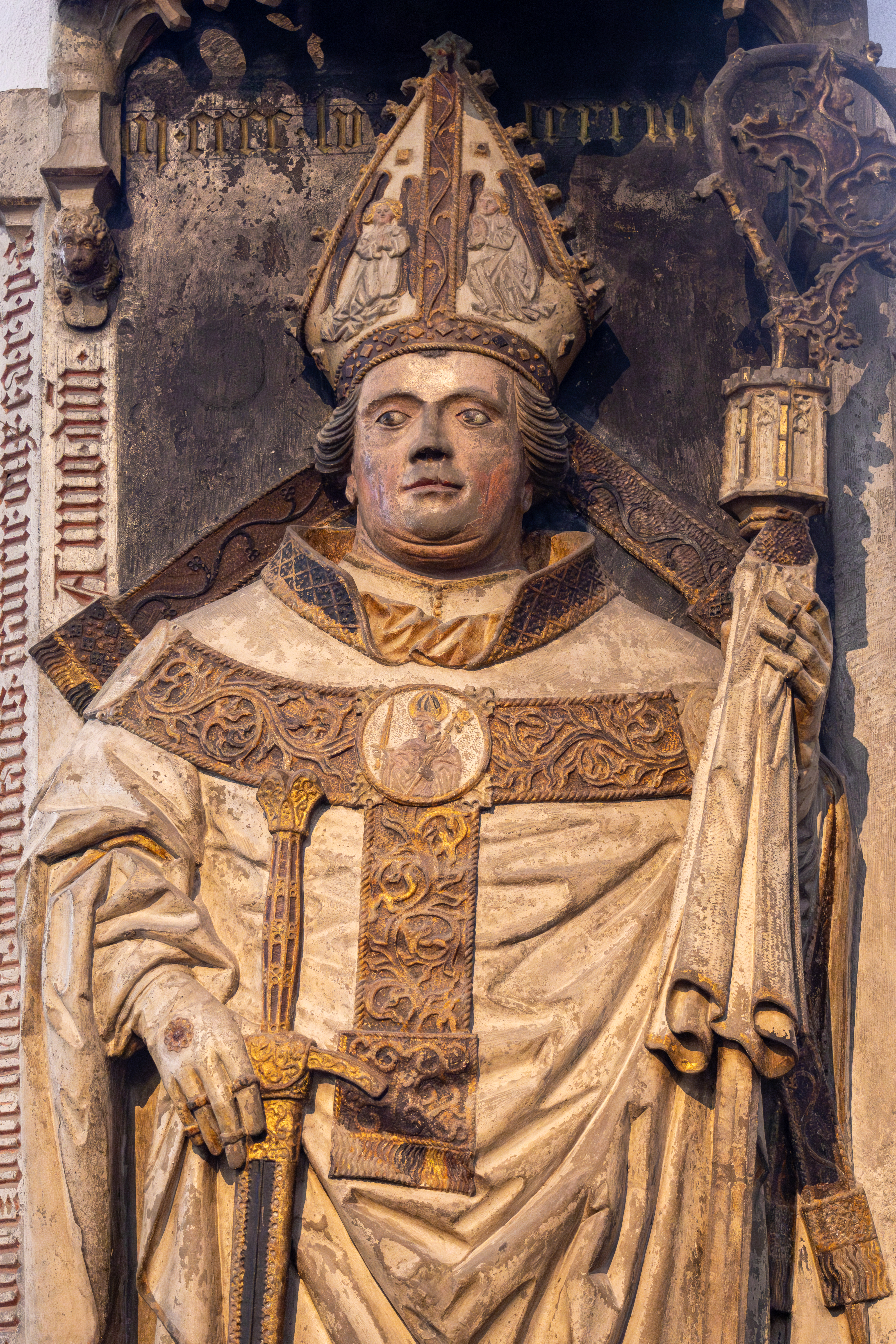
Darstellung Gottfried IV. als Fürstbischofs auf seinem Epitaph im Würzburger Dom

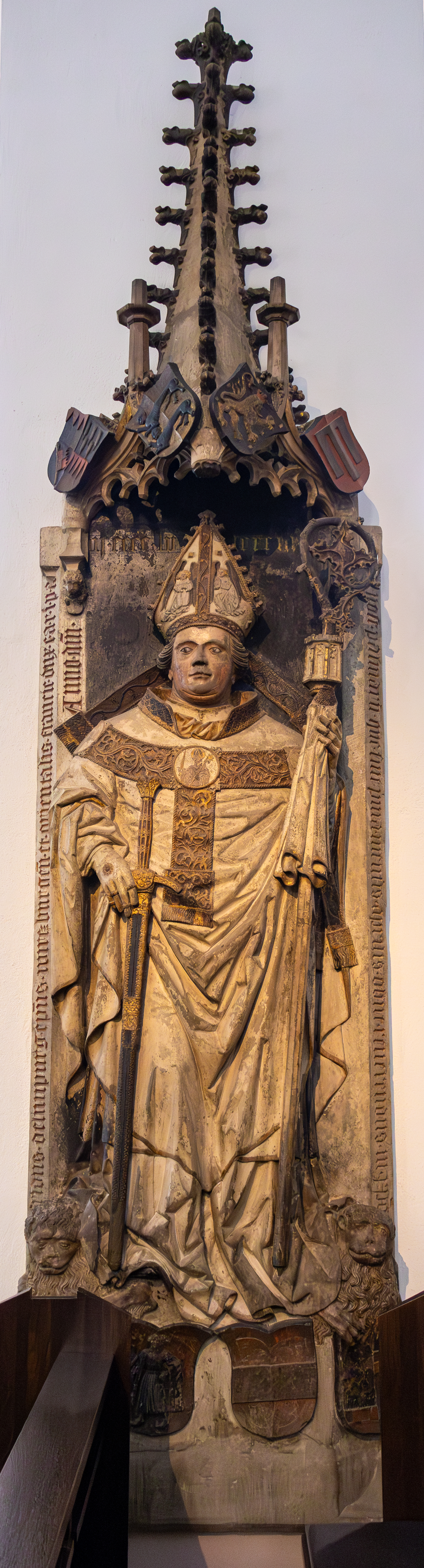
Vollständiger Epitaph im Würzburger Dom

Gottfried IV. Schenk von Limpurg (* 26. Januar 1404; † 1. April 1455 in Würzburg) war Fürstbischof von Würzburg von 1443 bis zu seinem Tod 1455.

## Gottfried IV. im Familienkontext
Gottfried IV. Schenk von Limpurg stammte aus der schwäbisch-fränkischen Adelsfamilie der Schenken von Limpurg. Die namensgebende Burg Limpurg gehört heute zur Stadt Schwäbisch Hall im Regierungsbezirk Stuttgart. Der Adelstitel des Schenken wurde, als ursprüngliches Hofamt, in den Namen integriert. Namensvarianten finden sich auch als Erbschenk oder Limburg.
Seine Eltern sind Friedrich III. Schenk von Limpurg und Elisabeth, eine geborene von Hohenlohe-Speckfeld, er ist vermutlich das achte von elf Kindern. Viele seiner Brüder wurden Domherren in Würzburg und den benachbarten Bistümern. Ein Großneffe, Georg III. Schenk von Limpurg, war von 1505 bis 1522 Fürstbischof von Bamberg.

## Gottfried IV. als Bischof
Als Bischof fand Gottfried IV. ein verarmtes und verschuldetes Bistum vor, wofür besonders seine beiden Vorgänger, Johann II. von Brunn und Sigismund von Sachsen, verantwortlich waren. Nachdem Sigismund von Sachsen sein Amt ruhen ließ, wurde Gottfried mit Unterstützung von Friedrich III. zunächst als Pfleger eingesetzt. Als dann Papst Felix V. abdankte und Eugen IV. neuer Papst wurde, entzog auch die Kirche Sigismund ihre Unterstützung; er musste das Amt des Bischofs aufgeben und ging bis zu seinem Lebensende in die Verbannung auf Schloss Rochlitz.
Im Laufe seiner Regentschaft gelang es Gottfried IV., den Haushalt des Bistums zu konsolidieren und auch den Frieden in der Region wiederherzustellen, indem er gegen räuberische Adelige vorging, aber auch Juden enteignete und vertrieb, bei denen er verschuldet war. Verpfändeter Besitz konnte allmählich ausgelöst werden. Er hielt 1446, 1452 und 1453 Diözesansynoden ab.
Durch verschiedene Bündnisse mit seinen Nachbarn führte er das Bistum relativ unbeschadet durch kriegerische Zeiten. Besonders Markgraf Albrecht versuchte, zusammen mit thüringischen Bündnispartnern, seinen Einflussbereich auf Kosten der Städte zu erweitern. Ganz verschont blieb auch Würzburg nicht, denn Herzog Wilhelm von Sachsen fiel gemeinsam mit Apel Vitzthum von Coburg aus ins Würzburger Land ein. Im großen Städtekrieg (Erster Markgrafenkrieg) des Markgrafen gegen die Reichsstadt Nürnberg bewahrte sich Gottfried IV. weitgehende diplomatische Neutralität.
Bischof Gottfried erlag gemäß Lorenz Fries möglicherweise einer Erkrankung der Gallenblase und wurde im Würzburger Dom begraben.

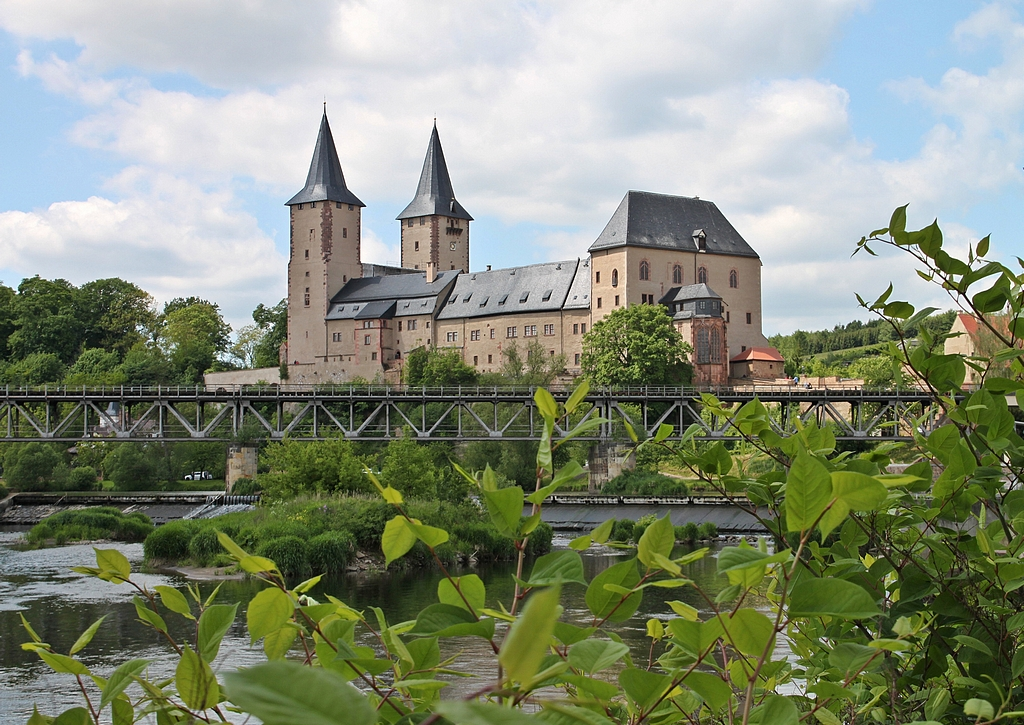
Schloss Rochlitz
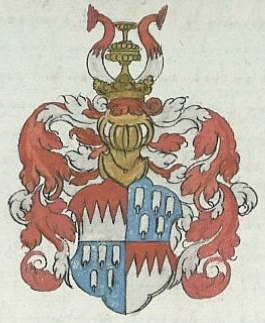
Wappen Gottfried Schenks von Limpurg nach Lorenz Fries: Chronik der Bischöfe von Würzburg, 1574–1582

## Wappen
Das Wappen des Fürstbischofs ist geviert. Das zweite Feld greift das Familienwappen der Schenk von Limpurg auf. Dies ist das Feld mit fünf silbernen Kolben im Verhältnis 3:2 auf blauem Grund. Die Helmzier besteht aus Büffelhörnern in Rot und Silber, aus denen Rennfähnlein erwachsen. Das erste und vierte Feld beinhaltet den Fränkischen Rechen für das Herzogtum Franken und das dritte Feld ein Rennfähnlein in Rot und Silber für das Bistum Würzburg. Gottfried IV. beansprucht als erster Würzburger Bischof den fränkischen Herzogstitel für sich. Auffällig dabei ist, dass der im Bischofswappen darauf Bezug nehmende Fränkische Rechen bereits im Familienwappen enthalten war.